# Trésor de Perechtchepina
Le trésor de Perechtchepina (russe : Перещепинский клад, ukrainien : Перещепинський скарб) est un ensemble d'objets bulgares, sassanides, sogdiens, turcs et avars de la période des invasions barbares découvert en 1912 près de Poltava, dans l'Empire russe.
Les objets les plus précieux, parmi lesquels l'épée de Koubrat sont stockés dans le musée de l'Ermitage sur ordre de Staline. L'épée, est censée être un cadeau symbolique de l'empereur Héraclius pour le khan bulgare Koubrat. Elle a quitté la Russie pour la première fois en 2019, pour être présenté à Sofia par Boyko Borisov à la directrice générale de l'UNESCO, Audrey Azoulay,.
Le poids total du trésor représente 21 kg d'or et 50 kg d'argent.

copies du trésor
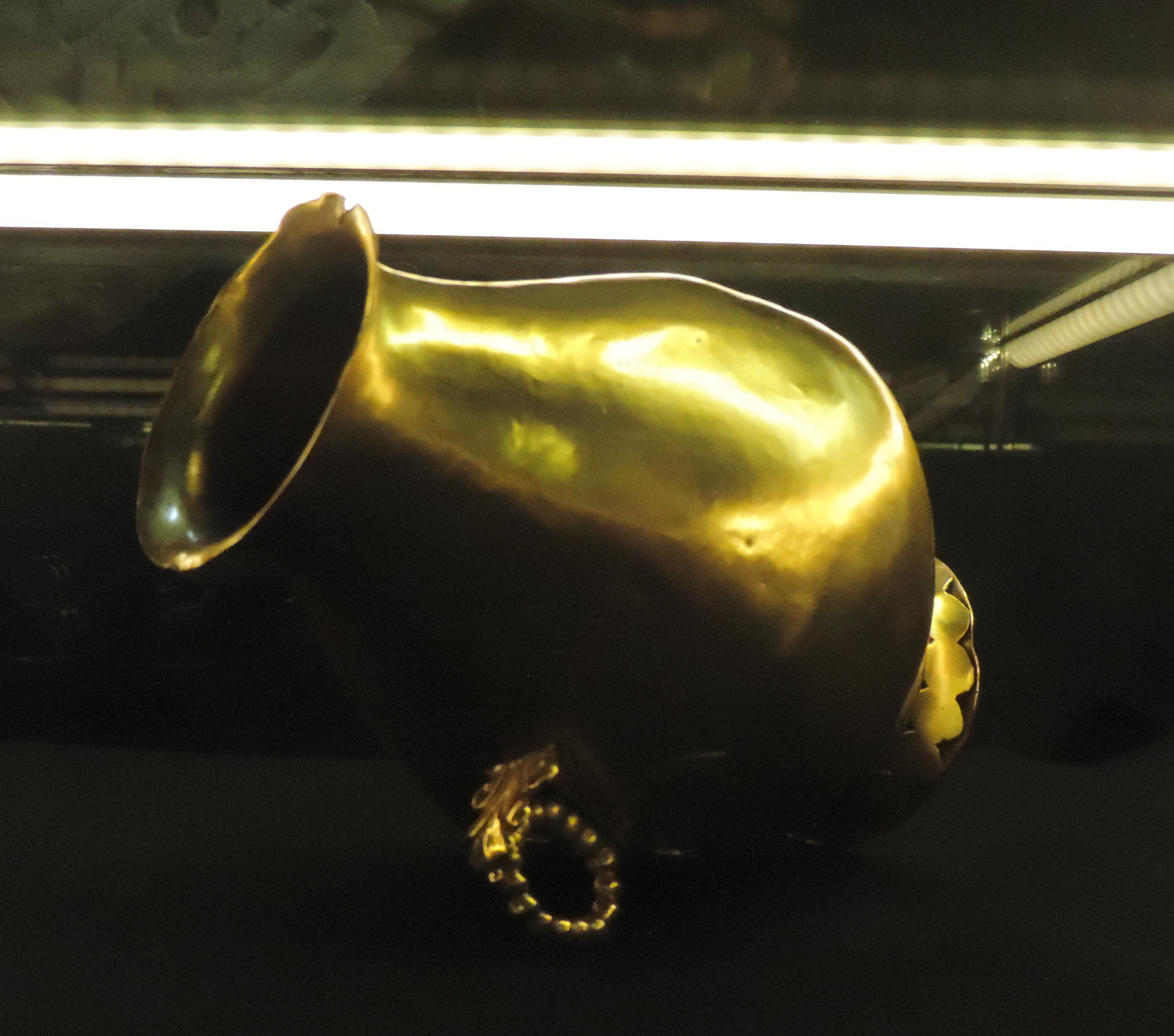
cruche en or
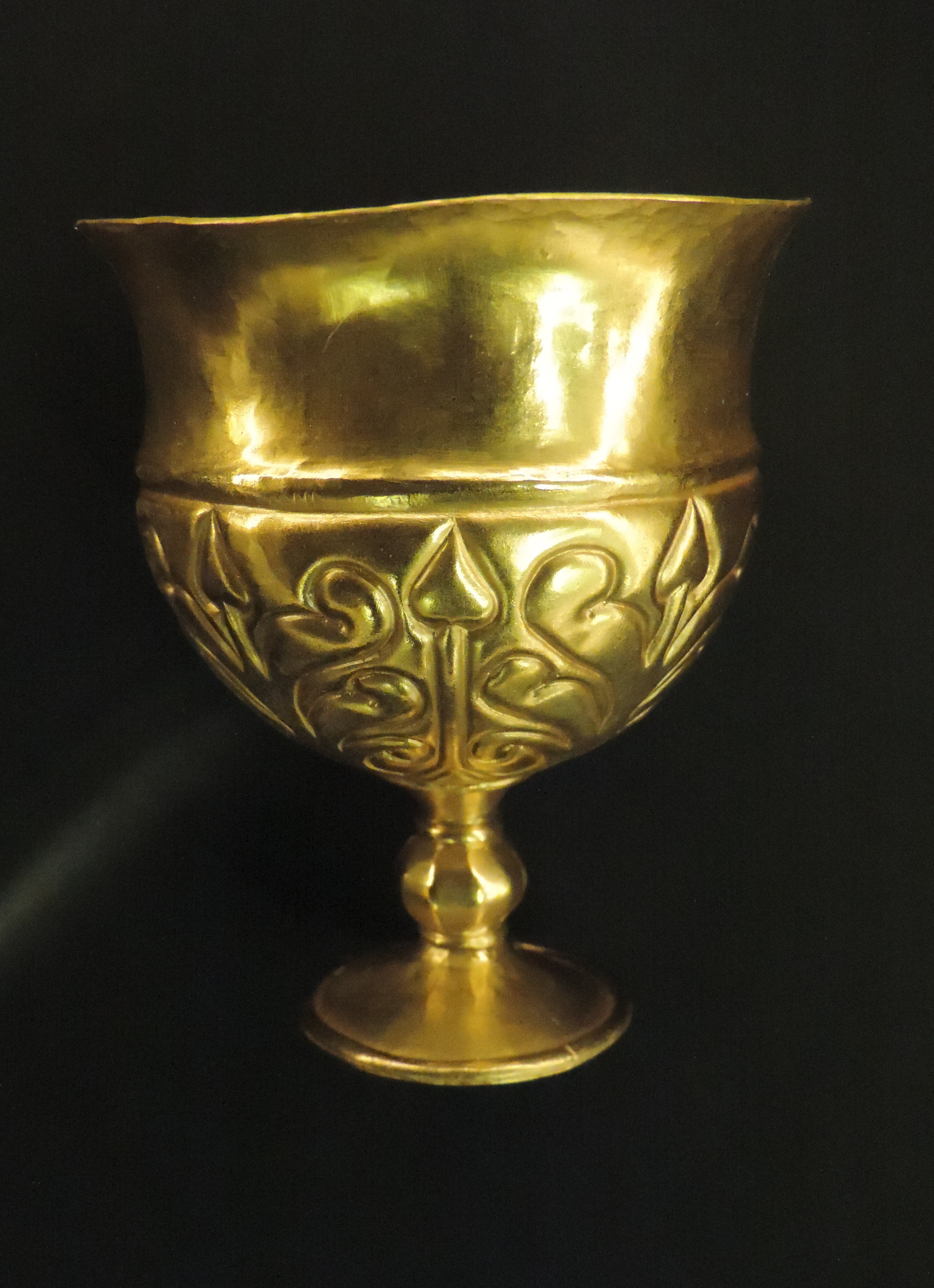
coupe en or
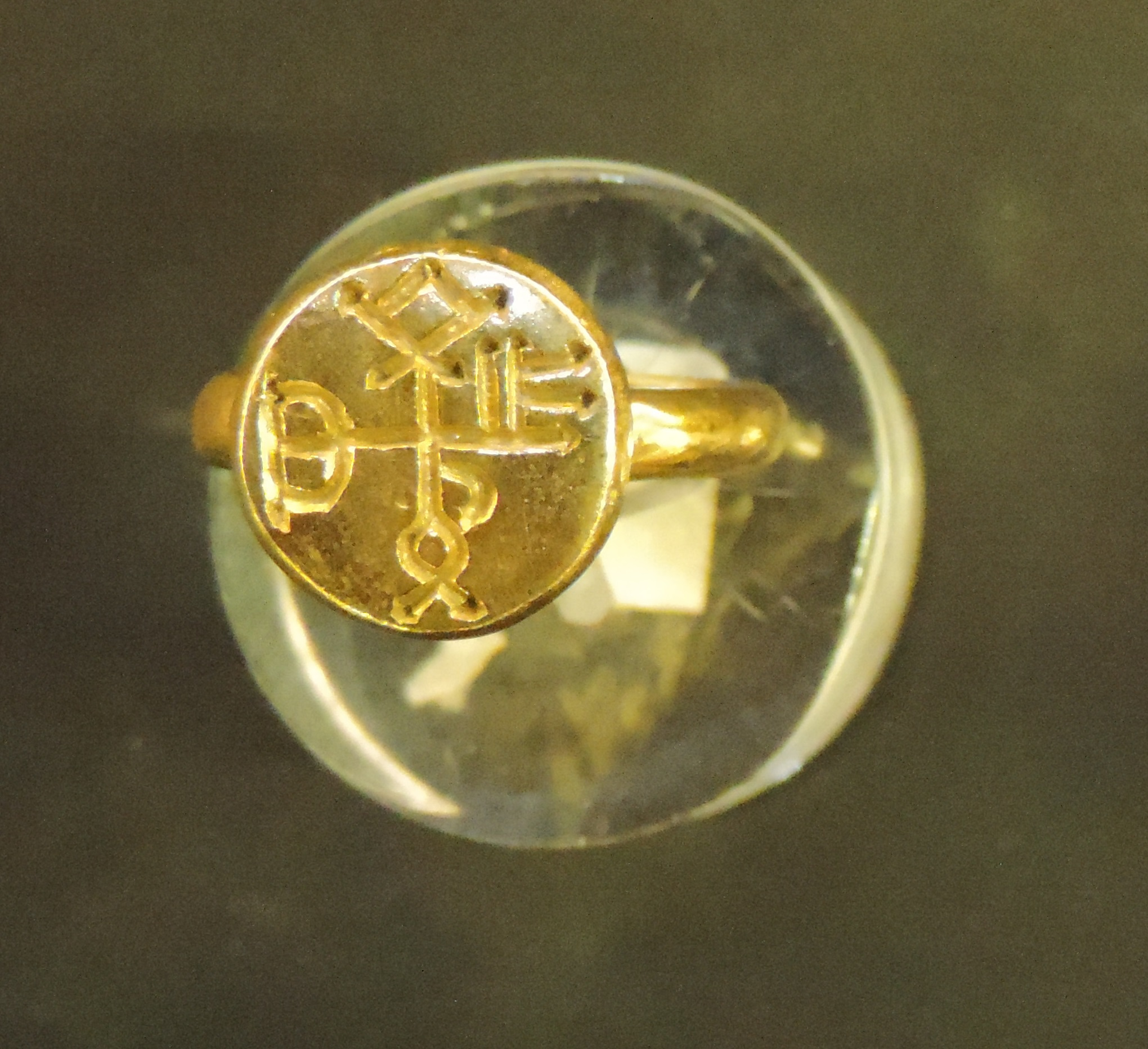
anneau avec monogramme
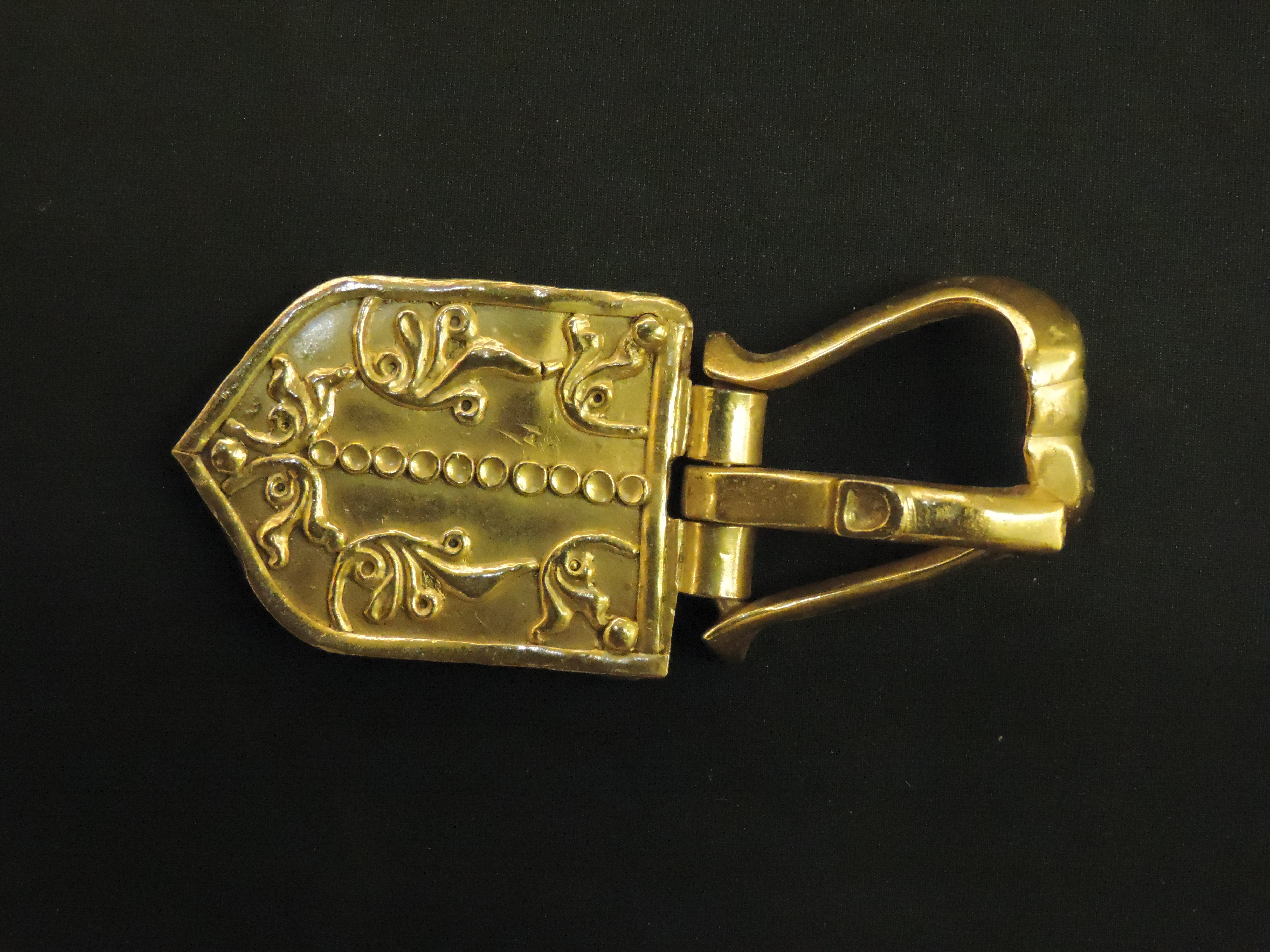
boucle de ceinture
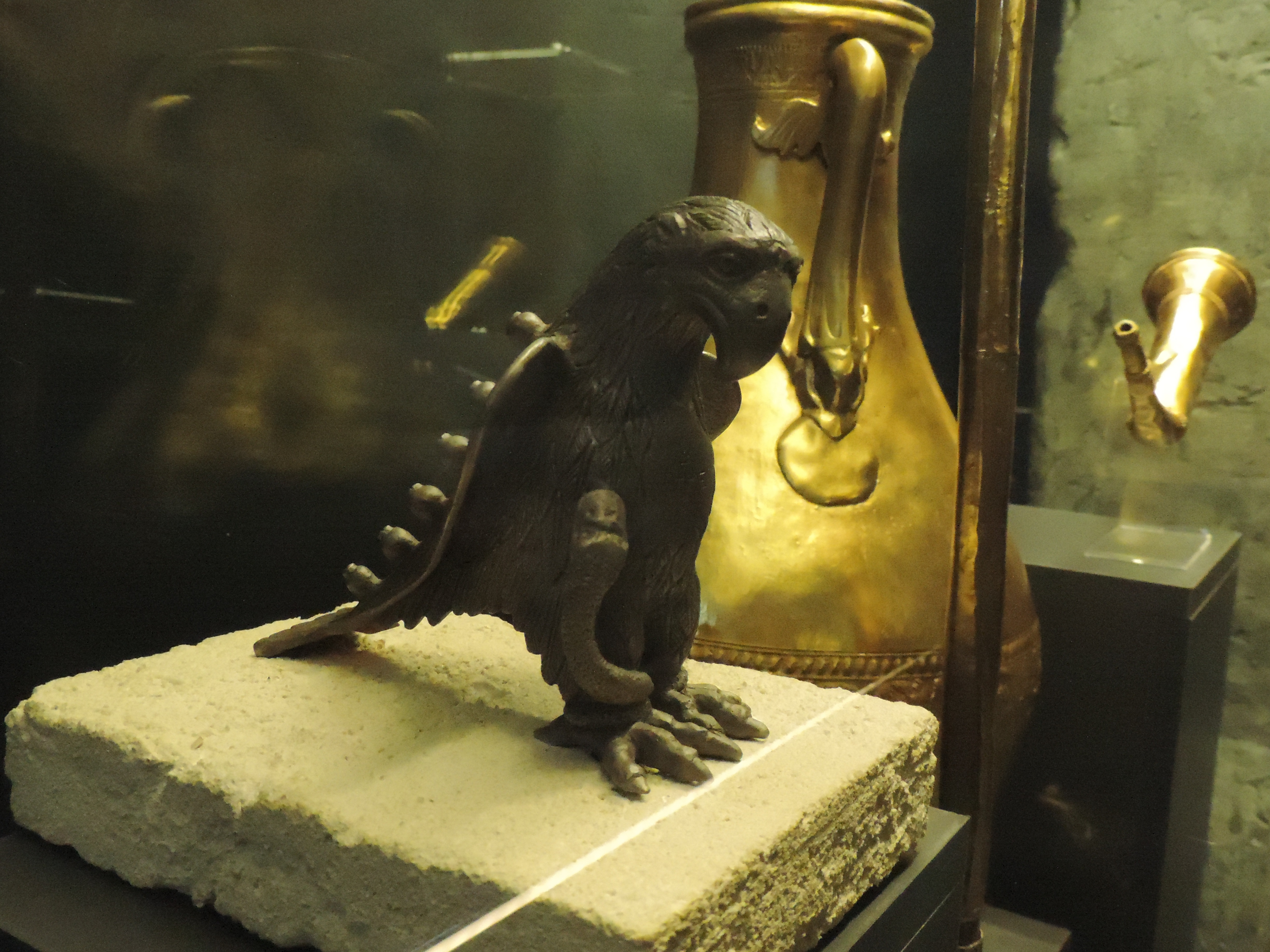
aigle